# Ellerbachsches Kaplaneihaus
Das ehemalige Ellerbachsche Kaplaneihaus war ein Wohnhaus für einen Kleriker des Klosters Urspring in der Stadt Schelklingen im Alb-Donau-Kreis in Baden-Württemberg.

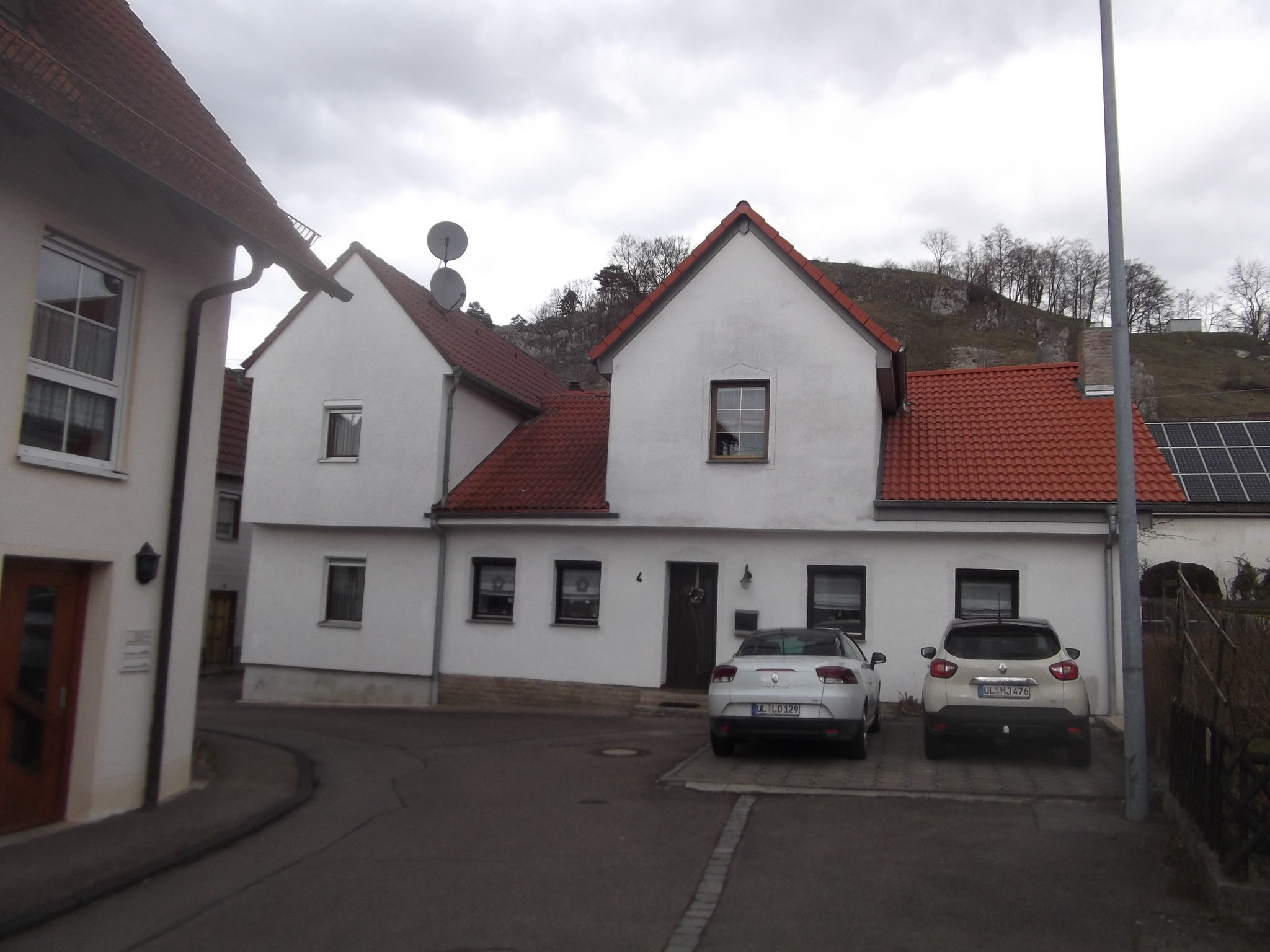
Haus, welches 1880 an der Stelle des 1879 abgebrannten zweiten Ellerbachschen Kaplaneihauses in Schelklingen, Mohrengasse 4 und 6, errichtet wurde, von Süden, März 2015

## Topographie
Das Haus der Ellerbachschen Kaplanei lag an der Stelle der späteren Bauten. Seit ca. 1679/80 ist nicht mehr vom Kaplaneihaus, sondern nur noch von der Hofstatt die Rede. 1726 stand auf der Hofstatt jedenfalls wieder ein Haus. Dieses brannte 1879 ab und an derselben Stelle wurde ein Neubau aufgeführt. Das Nachfolgegebäude des Kaplaneihauses lag am Ende der (seit 1880) so genannten Mohrengasse und grenzte mit der rückwärtigen Traufseite an die Stadtmauer. Die vordere Traufseite wies auf die Mohrengasse. Der Giebel verlief in Ost-West-Richtung. Das heute noch vorhandene 1880 errichtete Gebäude wurde an der Stelle des Vorgängerbaus errichtet.

## Baugeschichte
Wir haben keine Kenntnis der Bauweise des Kaplaneihauses, wie es bis 1679/80 existierte. Bei der Dotation der Pfründe ist von einem Kaplaneihaus nicht die Rede. Erst 1652 hören wir von einem Pfründhaus, als die Bestandsgelder zur Renovierung des Kaplaneihauses verwendet werden. „Seit 1649 war nicht nur ½ Tagwerk Wald an der Schmiech und zwei Geldzinse verloren gegangen, sondern auch das Kaplaneihaus in Schelklingen“. Ein Haus in Schelklingen war nicht mehr nötig, da der Kaplan nur zwei Messen wöchentlich auf seinem Altar zu halten hatte und die Kaplanei in Personalunion mit einem benachbarten Ortspfarrer versehen wurde. Da ab 1680/81 in den Heiligenpflegerechnungen nur noch von der „Ellerbachschen Hofstatt“ die Rede ist, muss das Haus 1680 (durch Verkauf, Brand oder Abbruch?) abgegangen sein. So haben wir nur baugeschichtliche Daten zu dem Haus, das von ca. 1700 bis zu dem Brand von 1879 bestand.
In dem Schelklinger Steuerbuch findet sich noch kein Eintrag für das Haus. Dies könnte darauf hinweisen, dass das Haus erst zwischen 1705 und 1726 entstanden ist. Das Steuerbuch von 1726 bringt lediglich eine Lagebeschreibung („stosst hinten auf die Stadtmauer“), und sagt, dass das Haus einen Garten hatte. 1735 haben wir fast denselben Eintrag. Erst 1819/23 wird das es als zweistockiges Haus und Stadel unter einem Dach bezeichnet, also mehr oder weniger ein Bauernhaus. Die Einträge der Feuerversicherungsbücher von 1831, 1846 sind im Wesentlichen identisch zu 1819/23. 1868 wird das Haus beschrieben als: „Ein 2stockiges Wohnhaus und Scheuer in der langen Gasse; eine Seite des ersten Stocks [=Erdgeschoß] von Stein, sonst Fachwerk, mit einem Plattendach.“ Der Straßenname Mohrenwinkel war 1868 noch nicht gebräuchlich, da die Wirtschaft zum Mohren 1876 erstmals erwähnt wird.

## Der Neubau von 1880
Das Gebäude brannte 1879 ab. An seiner Stelle wurde 1880 das heute noch stehende einstockige Wohnhaus mit durchgehendem Zwerchbau errichtet. 1880 wird das Haus beschrieben als: „Ein 2stockiges Wohnhaus mit Plattendach, 1 heizbares und 2 unheizbare Zimmer, 1 Küche, 1 Stall, 1 gewölbter Keller, Stock massiv, Giebeldreieck von Holz mit durchgehendem Zwerchbau und 2 Zimmern“. Das Haus war unter die Bewohner Franz Josef Bart und die Witwe Agathe Hummel zweigeteilt. Im Feuerversicherungsbuch von 1892 finden wir einen fast identischen Eintrag; es wurden also bis dahin keine wesentlichen Veränderungen vorgenommen.

## Besitzer
Die Ellerbachsche Kaplanei war eine Stiftung des Burkhard des Langen von Ellerbach und seines verstorbenen Bruders Burkhard Ital von Ellerbach (* ?, † nach 28. Sept. 1367 und 15. Juni 1368) in der ersten Jahreshälfte 1368. Die Pfründe wurde auf den dem Hl. Kreuz und St. Peter und Paul (S. Crucis et SS. Petri et Pauli Ap.) geweihten Altar gestiftet.

### Kapläne
Der erste Kaplan war Bertold der Riser, genannt 17. Okt. 1375. „1649 wird gesagt, dass schon seit Jahrzehnten bestand eine Personalunion zwischen einem Pfarrer der näheren Umgebung und dem Kaplan“. So zinste 1675 der Pfarrer von Schmiechen und Camerer [des Landkapitels Ehingen] für das Steinsche und Ellerbachsche Kaplaneihaus an Schelklingen jeweils 52 kr, zusammen also 1 fl 42 kr. Und 1677 erscheint Johann Frosmayer, Pfarrer zu Schmiechen und Kammerer des Landkapitels Ehingen in Personalunion als Kaplan der Ellerbachschen Kaplanei; das Pfründhaus war „anjezo ain Hofstatt“.

### Der Haustausch von 1788
1788 wird das Haus mit dem Rothschen Kaplaneihaus vertauscht und war fortan und bis 1806 Wohnsitz des Rothschen Kaplans. Bis zur Aufhebung der Kaplanei bewohnten noch zwei Kapläne Rothsche Kapläne das Gebäude: 1788 war es Joseph Brinzinger (im Amt von vor 4. August 1772–nach 24. Oktober 1808; † 13. November 1813); sein Nachfolger und letzter Kaplan der Rothschen Kaplanei war Joseph Ramminger (im Amt von vor 7. November 1804–nach 4. September 1806).
Die Ellerbachsche Kaplaneipfründe selbst bestand bis nach der Säkularisation von Urspring und wurde 1822 mit der Pfarrei Altheim vereinigt.

### Bürgerliche Besitzer, Wirtschaft zum Mohren
Die Ellerbachsche Hofstatt war 1699/1700 im Besitz von Johannes Baumann (Paumann). 1726 und 1735 war es von Johannes Rikh, Müller, bewohnt. 1746 heiratet Martin Gebhardt, Müller des Klosters Urspring. 1757 wohnte Joseph Kner, Küfermeister, in dem Haus. 1765 verkaufte er sein halbes Haus an seinen Schwager Joseph Blau, Klostermüller in Schelklingen. 1769 ist Johann Georg Keßler, Urspringischer Baumeister, Inhaber des Hauses, 1773 Franz Kner, 1788 dessen Erben, die das Haus an Graf Franz Ludwig Schenk von Castell verkaufen. 1788 vertauscht der Graf dieses Haus gegen das Rothsche Kaplaneihaus, wodurch das Haus bis 1806 zum Sitz des Rothschen Kaplans wird; dagegen setzt er in das bisherige Rothsche Kaplaneihaus seinen Amtsknecht. Nach der Aufhebung der Rothschen Kaplanei erscheint 1819/23 der Bauer Konrad Hekler als Inhaber. 1831‒1838 war es in Besitz des Pottaschensieders Johann Georg Binder, dessen Tochter Maria Anna Peter Bart (1808‒1878), ebenfalls Pottaschensieder, heiratet. Dessen Sohn Franz Josef Bart, Küfer (1848‒1907), betrieb von vor 1876 bis nach 1878 (vermutlich bis zum Brand von 1879) in dem Haus die Wirtschaft „zum Mohren“, welche für diese Sackgasse namengebend wurde („Mohrenwinkel“).